# Daniel de La Mothe Duplessis Houdancourt
Daniel de La Mothe Duplessis Houdancourt, mort 5 mars 1628 à La Rochelle, est un évêque français. Il fut en effet évêque de Mende entre 1625 et 1628. L'accession à l'évêché lui a également conféré le titre de comte de Gévaudan, ce titre étant dévolu aux évêques de Mende, depuis l'acte de paréage signé en 1307 par le roi et Guillaume VI Durand.

## Biographie
Daniel de La Mothe Duplessis Houdancourt est issu d'une famille noble. Deux de ses frères se sont également illustrés dans l'histoire, Philippe, duc de Cardone et maréchal de France, et Henri, évêque de Rennes et archevêque d'Auch. 
Comme Henri, Daniel a été abbé de Souillac dans le diocèse de Cahors, avant d'être nommé par Louis XIII comme évêque de Mende, le siège était vacant depuis 1623. Il est consacré le 19 février 1625 par l'archevêque de Paris, Jean-François de Gondi. Devenu également comte de Gévaudan, il ne rend pourtant pas en Gévaudan, et fait administrer son diocèse par le grand vicaire Jacques Dumas.
En plus de sa fonction d'évêque, il était le premier aumônier de Henriette-Marie de France qu'il accompagna en Angleterre. Il meurt le 5 mars 1628 lors du siège de La Rochelle.